# Mistrovství Asie ve sportovním lezení 2016
Mistrovství Asie ve sportovním lezení 2016 (anglicky: Asian Continental Championship) se uskutečnilo již po čtyřiadvacáté, v čínském Tu-jünu v provincii Kuej-čou ve třech disciplínách (v lezení na obtížnost, rychlost a v boulderingu).

## Průběh závodů
Celkem měli domácí závodníci devět finalistů, z toho v lezení na obtížnost a rychlost čtyři medailisty (1/2/1).

### Výsledky mužů a žen
| obtížnost            | obtížnost           | rychlost                     | rychlost              | bouldering         | bouldering          |
| -------------------- | ------------------- | ---------------------------- | --------------------- | ------------------ | ------------------- |
| muži                 | ženy                | muži                         | ženy                  | muži               | ženy                |
| 1. Keiičiró Korenaga | 1. Akijo Noguči     | 1. Ashari Fajri              | 1. Che Cchuej-lien    | 1. Jošijuki Ogata  | 1. Akijo Noguči     |
| 2. Pan Yufei         | 2. La-mu Žen-čching | 2. Tonny Mamiri              | 2. Mulyani Mudji      | 2. Tomoa Narasaki  | 2. Aja Onoe         |
| 3. Taito Nakagami    | 3. Kim Ča-in        | 3. ZhiYong Ou                | 3. Supita Tita        | 3. Čon Džong-won   | 3. Hung Ying Lee    |
|                      |                     |                              |                       |                    |                     |
| 4. Masahiro Higuchi  | 4. Risa Ota         | 4. Sungjoon Chae             | 4. PeiYang Tian       | 4. Tomoaki Takata  | 4. La-mu Žen-čching |
| 5. Min Hjon-pin      | 5. Mei Kotake       | 5. Amir Maimuratov           | 5. Tamara Kuzněcovová | 5. HaiBin Qu       | 5. Ayari Sakamoto   |
| 6. Kim Ča-pi         | 6. Elnaz Rekabi     | 6. Aspar Jaelolo             | 6. Evi Neliwati       | 6. Júdži Fudžiwaki | 6. Mei Kotake       |
| 7. Chi-fung Au       | 7. Seuran Han       | 7. Hamidreza Toozandehjani   | 7. Di Niu             | —                  | —                   |
| 8. Ahmadreza Solgi   | 8. Fitria Hartani   | 8. Reza Alipourshenazandifar | 8. La-mu Žen-čching   | —                  | —                   |
| 8 finalistů          | 8 finalistek        | 4/8 finalistů                | 4/8 finalistek        | 6 finalistů        | 6 finalistek        |
|                      | 26 semifinalistek   | 16 semifinalistů             | 16 semifinalistek     | 20 semifinalistů   |                     |
| 34 mužů              | 33 žen              | 22 mužů                      | 17 žen                | 39 mužů            | 29 žen              |

### Medaile podle zemí
| pořadí | stát             | Zlatá medaile | Stříbrná medaile | Bronzová medaile | celkem |
| ------ | ---------------- | ------------- | ---------------- | ---------------- | ------ |
| 1.     | Japonsko         | 4             | 2                | 1                | 7      |
| 2.     | Indonésie        | 1             | 2                | 1                | 4      |
| 2.     | Čína             | 1             | 2                | 1                | 4      |
| 4.     | Jižní Korea      | 0             | 0                | 2                | 2      |
| 5.     | Čínská Tchaj-pej | 0             | 0                | 1                | 1      |

### Zúčastněné země
| (dle nejlepšího závodníka) | (dle nejlepšího závodníka) | (dle nejlepšího závodníka) | (dle nejlepšího závodníka) | (dle nejlepšího závodníka) | (dle nejlepšího závodníka) | (dle nejlepšího závodníka) |
|                            | obtížnost                  | obtížnost                  | rychlost                   | rychlost                   | bouldering                 | bouldering                 |
| muži                       | ženy                       | muži                       | ženy                       | muži                       | ženy                       |                            |
| -------------------------- | -------------------------- | -------------------------- | -------------------------- | -------------------------- | -------------------------- | -------------------------- |
| 1.                         | Japonsko                   | Japonsko                   | Indonésie                  | Čína                       | Japonsko                   | Japonsko                   |
| 2.                         | Čína                       | Čína                       | Čína                       | Indonésie                  | Jižní Korea                | Čínská Tchaj-pej           |
| 3.                         | Jižní Korea                | Jižní Korea                | Jižní Korea                | Kazachstán                 | Čína                       | Čína                       |
| 4.                         | Hongkong                   | Írán                       | Kazachstán                 | Írán                       | Hongkong                   | Kazachstán                 |
| 5.                         | Írán                       | Indonésie                  | Írán                       | Jižní Korea                | Írán                       | Jižní Korea                |
| 6.                         | Indonésie                  | Čínská Tchaj-pej           | Kyrgyzstán                 | Mongolsko                  | Singapur                   | Indonésie                  |
| 7.                         | Kazachstán                 | Thajsko                    | Singapur                   | —                          | Indonésie                  | Írán                       |
| 8.                         | Thajsko                    | Singapur                   | Hongkong                   | —                          | Kazachstán                 | Singapur                   |
| 9.                         | Singapur                   | Kazachstán                 | Thajsko                    | —                          | Thajsko                    | Hongkong                   |
| 10.                        | Čínská Tchaj-pej           | Hongkong                   | Mongolsko                  | —                          | Macao                      | Thajsko                    |
| 11.                        | Kyrgyzstán                 | Macao                      | —                          | —                          | Čínská Tchaj-pej           | Macao                      |
| 12.                        | Mongolsko                  | Mongolsko                  | —                          | —                          | Kyrgyzstán                 | —                          |
| (13)                       | 12                         | 12                         | 10                         | 6                          | 12                         | 11                         |